# 99 (număr)
99 (nouăzeci și nouă) este numărul natural care urmează după 98 și este urmat de 100.

## În matematică
- 99 este un număr compus, având divizorii 1, 3, 9, 11, 33, 99.
- Este un număr Kaprekar[1]
- Este un număr norocos.[2]
- Este un număr palindromic.
- Este al 9-lea număr repdigit în baza 10.
- Este suma cuburilor a trei numere întregi consecutive: 99 = 23 + 33 + 43
- Este suma sumelor divizorilor primilor 11 numere întregi pozitive.[3]
- Este cel mai mare număr format din două cifre în baza 10, fiind urmat de numărul 100.

## În știință
- Este numărul atomic al einsteiniului.[4]

### Astronomie
- NGC 99 este o galaxie spirală din constelația Peștii.
- Messier 99 este o galaxie spirală din constelația Părul Berenicei.
- 99 Dike este un asteroid din centura principală.

## În alte domenii
Nouăzeci și nouă se mai poate referi la:
- Numărul orașului italian L'Aquila.
- În radioamatorism „99” (în morse: – – – – •   – – – – • ) are semnificația „dispari!”; se folosește pentru interpelarea celor care nu respectă regulamentele.[5]